# Chapim-cinéreo
Chapim-cinéreo (Parus cinereus) é uma espécie de ave da família dos chapins, Paridae. Esta espécie engloba várias populações que antes eram consideradas subespécies do chapim-real (Parus major). Essas aves têm o dorso cinzento e a parte inferior branca. O chapim-real, em sua nova definição, distingue-se pelo dorso esverdeado e ventre amarelado. A distribuição dessa espécie abrange partes da Ásia Ocidental, atravessa a Ásia Meridional e chega ao Sudeste Asiático. O chapim-japonês, antes tratado como espécie distinta, agora é agrupado com o chapim-cinéreo.

## Taxonomia
O chapim-cinéreo foi formalmente descrito em 1818 pelo ornitólogo francês Louis Pierre Vieillot, sob o nome binomial Parus cinereus. Ele determinou a localidade-tipo como Batavia, hoje Jacarta, na ilha indonésia de Java. Anteriormente, o chapim-cinéreo era considerado conespecífico com o chapim-real (Parus major).
Vinte subespécies são reconhecidas:
- P. c. decolorans Koelz [en], 1939 – nordeste do Afeganistão e noroeste do Paquistão
- P. c. ziaratensis Whistler [en], 1929 – centro e sul do Afeganistão e oeste do Paquistão
- P. c. caschmirensis Hartert, EJO, 1905 – nordeste do Afeganistão, norte do Paquistão e noroeste da Índia
- P. c. planorum Hartert, EJO, 1905 – norte da Índia até Nepal, Butão, Bangladesh e oeste e centro de Myanmar
- P. c. vauriei Ripley, 1950 – nordeste da Índia
- P. c. stupae Koelz, 1939 – oeste, centro e sudeste da Índia
- P. c. mahrattarum Hartert, EJO, 1905 – sudoeste da Índia e Sri Lanka
- P. c. templorum Meyer de Schauensee [en], 1946 – oeste e centro da Tailândia e sul da Indochina
- P. c. hainanus Hartert, EJO, 1905 – Ainão (ao largo do sudeste da China)
- P. c. ambiguus Raffles, 1822 – Península da Malásia e Sumatra
- P. c. sarawacensis Slater, HH, 1885 – Bornéu
- P. c. cinereus Vieillot, 1818 – Java e Pequenas Ilhas da Sonda (exceto Timor e extremo leste)
- P. c. minor Temminck & Schlegel, 1848 – leste da Sibéria, sul de Sacalina, centro-leste e nordeste da China, Península da Coreia e Japão
- P. c. dageletensis Kuroda & Nm & Mori, 1920 – ilha de Ulleungdo (ao largo da Coreia do Sul)
- P. c. amamiensis Kleinschmidt, 1922 – norte das Ilhas Ryūkyū
- P. c. okinawae Hartert, EJO, 1905 – centro das Ilhas Ryūkyū
- P. c. nigriloris Hellmayr, 1900 – ilhas de Ishigaki e Iriomote (Ilhas Yaeyama, sul das Ilhas Ryūkyū, sul do Japão)
- P. c. tibetanus Hartert, EJO, 1905 – sudeste do Tibete, sudoeste e centro-sul da China até norte de Myanmar
- P. c. commixtus Swinhoe, 1868 – sul da China e norte do Vietnã
- P. c. nubicolus Meyer de Schauensee, 1946 – leste de Myanmar, norte da Tailândia e noroeste da Indochina

As últimas oito subespécies da lista acima (a partir de P. c. minor) eram anteriormente tratadas como uma espécie separada, o chapim-japonês (Parus minor). Estudos filogenéticos moleculares indicaram que é mais apropriado considerar o complexo Parus major como formado por duas espécies, o chapim-cinéreo e o chapim-real, em vez de três, levando à junção do chapim-japonês com o chapim-cinéreo.

## Descrição

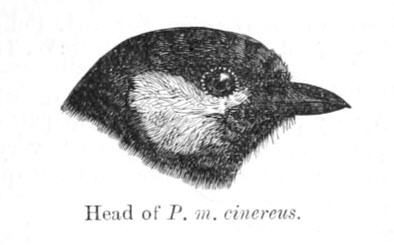
Padrão da cabeça

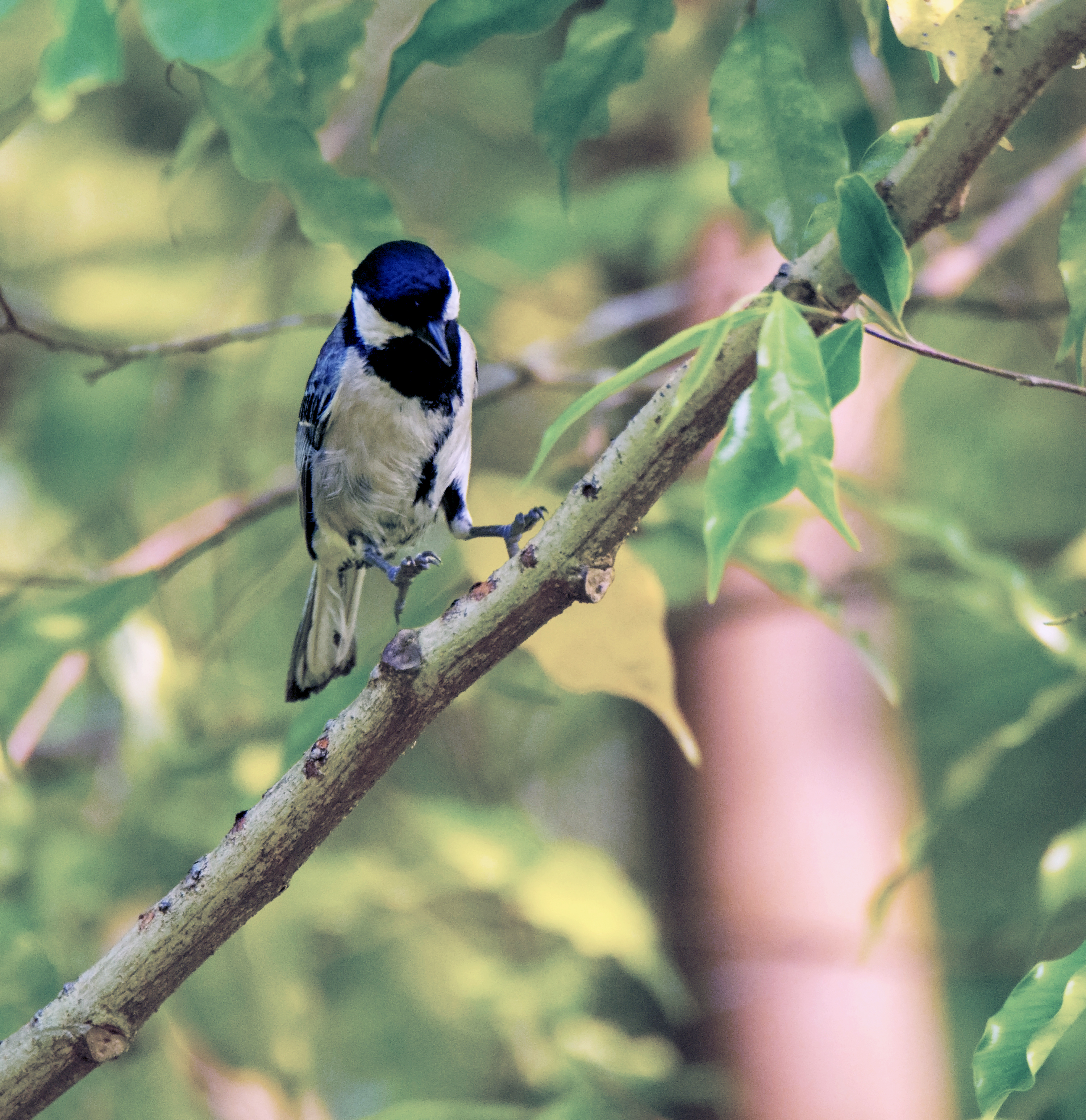
Chapim-cinéreo no Parque Nacional Kadigarh, en, en, Bangladesh.

Como outros do gênero, possui uma ampla linha ventral preta e não tem crista. Este chapim integra um grupo de espécies que pode gerar confusão, mas destaca-se pelo dorso cinzento, capuz preto, mancha branca na bochecha e uma barra branca nas asas. As partes inferiores são brancas com uma listra central preta ao longo do corpo. A fêmea tem uma linha ventral mais estreita e é ligeiramente menos brilhante. As coberteiras superiores da cauda são acinzentadas, enquanto a cauda é preta, com as quatro pares centrais de penas apresentando bordas externas acinzentadas; todas, exceto o par central, têm pontas brancas. O quinto par é branco com uma ráquis preta e uma faixa preta na teia interna. O par mais externo é totalmente branco com um eixo preto. As coberteiras inferiores da cauda são pretas no centro e brancas nas laterais.
Várias subespécies antes classificadas em Parus major agora pertencem a esta espécie (todas com dorso cinzento em vez de esverdeado nos adultos, embora os jovens mostrem algum verde no dorso e amarelo na parte inferior). Essas populações geograficamente separadas variam principalmente na tonalidade de cinza, na extensão do branco nas penas da cauda e no tamanho, com a variação de tamanho sendo principalmente clinal.

## Comportamento e ecologia

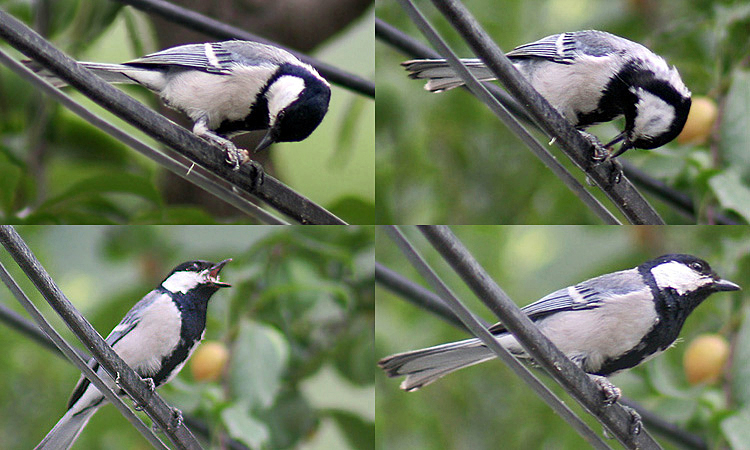
Ave usando os pés para segurar alimento

Essas aves são geralmente vistas em pares ou pequenos grupos, às vezes integrando bandos de forrageamento de espécies mistas. Forrageiam principalmente capturando insetos (como lagartas, percevejos e besouros) que são perturbados, além de se alimentarem de brotos e frutas. Às vezes, usam os pés para segurar insetos, que são então rasgados com o bico. Podem também prender sementes duras em fendas de cascas antes de martelá-las com o bico (observado na subespécie caschmirensis).
Os chamados são um assobio como titiweesi...titiweesi...witsi-seesee ou outras variantes, repetidos três ou quatro vezes seguidos de uma pausa. O canto é especialmente insistente na época de reprodução. Em experimentos de reprodução sonora, os chamados de alarme tipo churring do Parus major europeu e das espécies asiáticas são reconhecidos mutuamente, mas as canções da espécie europeia não geram muita resposta em P. c. mahrattarum. A ninhada típica tem de 4 a 6 ovos (até 9 registrados em caschmirensis, com um caso de dois ninhos lado a lado). A temporada de reprodução é o verão, mas as datas variam conforme a região. Algumas aves podem criar mais de uma ninhada. No sul da Índia e no Sri Lanka, a reprodução ocorre de fevereiro a maio (principalmente antes das monções), mas ninhos também foram vistos entre setembro e novembro. Os ninhos são construídos em cavidades de árvores, paredes ou barrancos de lama, com uma entrada estreita, e o interior é forrado com musgo, pelos e penas. Às vezes, utilizam ninhos antigos de pica-paus. Ambos os pais participam da incubação e emitem assobios de dentro do ninho quando ameaçados. Também podem pernoitar em cavidades, como em bambus cortados.
Uma espécie de pulga, Ceratophyllus gallinae, foi registrada em seus ninhos na Índia.